# Кисельников, Евгений Егорович
Евгений Егорович Кисельников (24 мая 1962) — советский и российский футболист, играл на позиции вратаря. Мастер спорта СССР.

## Карьера
Воспитанник КФК «Рубин» (Омск). 2 мая 1980 года в канун своего 18-летия в Набережных Челнах провёл свой первый матч на профессиональном уровне за омский «Иртыш». Является рекордсменом Иртыша по количеству игр среди вратарей. За 16 сезонов в Омске провёл 228 игр только в первенствах страны, из них в 90 матчах сохранил свои ворота «сухими». Также принимал участие в кубковых встречах, выступал на Спартакиаде РСФСР. В 1990 году за многолетнюю преданность клубу (более десяти лет) ему присвоено звание «Мастер спорта СССР». Является лучшим из всех вратарей омского «Иртыша», сыгравших более 100 матчей. По итогам 1989 года признан лучшим вратарём 4 зоны второй союзной лиги. Летом 1992 года перешёл в тюменский «Динамо-Газовик», за который в высшей лиге дебютировал 19 июля 1992 года в домашнем матче 15-го тура против московского «Локомотива», выйдя на 41-й минуте на замену Олегу Масленикову и сохранив свои ворота в неприкосновенности. Всего в высшей лиге провёл 14 матчей, в которых пропустил 29 мячей. В 1994 году вернулся в «Иртыш». В 1997 году завершил профессиональную карьеру. По состоянию на 2017 год был одним из тренеров СДЮСШОР «Иртыш».